# Winter Garden (Florida)
Winter Garden ist eine Stadt im Orange County im US-Bundesstaat Florida mit 46.964 Einwohnern (Stand: 2020).

## Geographie
Winter Garden befindet sich am südlichen Ufer des Lake Apopka und rund 20 km westlich von Orlando. Angrenzende Städte sind Ocoee und Oakland.

## Demographische Daten
Laut der Volkszählung 2010 verteilten sich die damaligen 34.568 Einwohner auf 13.260 Haushalte. Die Bevölkerungsdichte lag bei 866,4 Einw./km². 68,8 % der Bevölkerung bezeichneten sich als Weiße, 16,0 % als Afroamerikaner, 0,4 % als Indianer und 5,1 % als Asian Americans. 6,1 % gaben die Angehörigkeit zu einer anderen Ethnie und 3,6 % zu mehreren Ethnien an. 22,0 % der Bevölkerung bestand aus Hispanics oder Latinos.
Im Jahr 2010 lebten in 44,2 % aller Haushalte Kinder unter 18 Jahren sowie 18,8 % aller Haushalte Personen mit mindestens 65 Jahren. 75,3 % der Haushalte waren Familienhaushalte (bestehend aus verheirateten Paaren mit oder ohne Nachkommen bzw. einem Elternteil mit Nachkomme). Die durchschnittliche Größe eines Haushalts lag bei 2,87 Personen und die durchschnittliche Familiengröße bei 3,28 Personen.
23,8 % der Bevölkerung waren jünger als 20 Jahre, 26,9 % waren 20 bis 39 Jahre alt, 27,2 % waren 40 bis 59 Jahre alt und 13,8 % waren mindestens 60 Jahre alt. Das mittlere Alter betrug 35 Jahre. 48,4 % der Bevölkerung waren männlich und 51,6 % weiblich.
Das durchschnittliche Jahreseinkommen lag bei 65.424 $, dabei lebten 7,5 % der Bevölkerung unter der Armutsgrenze.
Im Jahr 2000 war Englisch die Muttersprache von 82,26 % der Bevölkerung, spanisch sprachen 15,99 % und 1,75 % hatten eine andere Muttersprache.

## Sehenswürdigkeiten
Das Luther F. Tilden House, der Winter Garden Downtown Historic District und der Winter Garden Historic Residential District sind im National Register of Historic Places gelistet.

## Verkehr
Durch das Stadtgebiet führen die Florida State Roads 50, 91 (Florida’s Turnpike, mautpflichtig), 429 (Daniel Webster Western Beltway, mautpflichtig) und 438. Die Florida Central Railroad operiert im Frachtverkehr von hier nach Forest City, nach Orlando sowie bis nach Sorrento und Umatilla. Der Flughafen Orlando befindet sich rund 40 km südöstlich der Stadt.